# 米基爾·帕蘭卡
米基爾·帕蘭卡·費南迪斯（Miguel Palanca Fernández，1987年12月18日—），是西班牙人。他司職前鋒或翼鋒，在皇家马德里卡斯蒂利亚（皇家馬德里二隊）效力，2008年被提拔上皇家馬德里一隊，球衣背號是35。他曾在2008年12月13日在對巴塞隆納的西甲聯賽後備上陣。一星期後，他也在對華倫西亞的西甲聯賽後備上陣。